# ピエール・シニアック
ピエール・シニアック（Pierre Siniac, 1928年6月15日 - 2002年4月11日)はフランスの推理作家。デビュー時のペンネームはピエール・シニャック（Pierre Signac）。

## 人物
1928年、パリ生まれ。本名ピエール=ミツォス・ザカリアディス。ギリシャ人靴職人の父と劇場の衣装デザイナーの母の間に生まれる。幼い頃から文学への情熱を育み、10歳のときに学校のノートに2冊の小説を書いた。様々な職業を経験したのち1949年に最初の短編小説を発表。小劇団で上演される演劇の戯曲も手掛ける。
作家としての本格的なデビューは1958年。フレッド・カサックやサン＝ジル（G.-J. アルノー）らが在籍していたアラベスク社の「完全犯罪?」（Crime parfait?）叢書から、最初の長編推理小説« Illégitime défense »（不当防衛、未訳）を刊行。デビュー当時のペンネームは「ピエール・シニャック（Pierre Signac）」であった。パトリシア・ハイスミスからの影響を感じさせるタッチの、倒叙形式の殺人劇に記憶喪失をからめたサスペンス・ミステリーの佳作として好意的な評価を受ける。この時期の作風はシリアスなサスペンス小説であるが、後に70年代以降ブラック・ユーモア風の小説を手がけるようになると、「完全犯罪?」叢書の先輩であったフレッド・カサックからの影響が批評家によって指摘される。
続いて「完全犯罪?」叢書から刊行した第2作« Bonjour Cauchemar »（悪夢よ、こんにちは、未訳）はあまり高い評価を受けなかった。しかし1960年に大手のドゥノエル社に移籍してボワロー＝ナルスジャックらが在籍していた「クライム・クラブ」叢書から、連続殺人鬼もののスリラー« Monsieur Cauchemar »（ムッシュー・悪夢、未訳）を刊行。一般的なベストセラーとはならなかったが、いわゆる叙述トリックを駆使した仕掛けや、三通りの結末をつける実験的な構成など、凝った趣向がミステリマニアから高い評価を受ける。
その後8年間の沈黙を経て、1968年にガリマール社の「セリ・ノワール」叢書に移籍。ペンネームをピエール・シニアック（Pierre Siniac）に変更し、« Les morfalous »（大喰らい、未訳）を発表する。第2次大戦を背景にした強奪計画を描くアクション・サスペンス（いわゆるケイパー・ストーリー）であり、前作を凌ぐ高い評価を受けた。1984年にジャン＝ポール・ベルモンド主演、アンリ・ヴェルヌイユ監督によって映画化されている（日本未公開）。
その後もセリ・ノワール叢書を中心に複数の出版社から推理小説、ノワール小説を刊行。特に1971年の『リュジュ・アンフェルマンとラ・クロデュック』はブラック・ユーモアとスラップスティックを盛り込んだノワール小説の傑作として高く評価され、「リュジュ・アンフェルマン」シリーズとしてその後も続編が執筆された。
1974年、中期の代表作« Les congelés »（冷凍保存、未訳）をセリ・ノワール叢書から刊行。ほとんど同じ状況下の殺人が何度も反復しながら複雑な展開に進んでゆく実験的なストーリーを、ブラック・ユーモアを交えたタッチで描き、高い評価を得た。本作で描いた「連鎖反応による犯罪計画」テーマはその後もシニアックは複数の作品で取り上げ続け、後の代表作『ウサギ料理は殺しの味』へと発展してゆく。
1981年、ファイヤール社の「ファイヤール・ノワール」叢書から『ウサギ料理は殺しの味』を刊行。ブラック・ユーモア・ミステリーの傑作として賞賛を受け、日本でも翻訳が刊行された。
同年、長編小説« Aime le maudit »（悪魔を愛せ、未訳）と、« L’unijambiste de la cote 284 »（284連隊の片足の男）および« Reflets changeants sur mare de sang »（血だまりに反射する光、未訳）の2冊の短編集、合計3冊によってフランス推理小説大賞を受賞（いずれも1980年の刊行作品）。同賞において一人の作家が三冊同時受賞というケースは非常に珍しく、他には2020年にフレデリック・ポーランが「テジ・ベンラザール三部作」によって受賞するというケースがあるのみとなっている。長編受賞作『悪魔を愛せ』は、7人の男女が参加する殺人ゲームを扱った内容であり、日本で言うデスゲームもののはしりともいえる設定のブラック・ユーモア作品である。ロバート・シェクリイの『七番目の犠牲者』やスティーヴン・キングの『死のロングウォーク』といった先行作品とはかなり違った設定と作風で、より幻想的でブラックな味わいが強く、シニアックの個性がはっきりと表れている。2冊の短篇集はいずれもブラック・ユーモア、ホラー、サスペンス、ノワールと、バラエティに富んだ短編が集められている。
死の直前まで執筆活動を行っていたが、2002年3月13日頃に死去したと見られている。シニアックの隣人たちは、彼のアパルトマンから発せられる臭いから異変を察知。4月11日に救急隊が窓ガラスを割って進入し、死後一か月が経過し腐敗が進行した状態で遺体を発見した。遺された原稿やジャン＝パトリック・マンシェット直筆の手紙などの貴重な資料は、長年不仲であった兄によってわずか600フランで古物商に叩き売られた。享年73。
フランスでの評価の高さに反して英語圏での知名度は低かったが、晩年の作品« Ferdinaud Céline » (1997年)は英訳されて高い評価を得た（英題"The Collaborators"）。また、2022年にはポール・アルテの英訳者として知られるジョン・パグマイアの訳により、1981年の« Un assassin ça va, ça vient »の英訳が刊行された（英題"Death on Bastille Day"）。

## 作品

### 主な長編

#### ピエール・シニャック（Pierre Signac）名義
| 刊行年 | 作品名                 | 題名和訳           |
| ------ | ---------------------- | ------------------ |
| 1958年 | « Illégitime défense » | 不当防衛           |
| 1959年 | « Bonjour Cauchemar »  | 悪夢よ、こんにちは |
| 1960年 | « Monsieur Cauchemar » | ムッシュー・悪夢   |

#### ピエール・シニアック（Pierre Siniac）名義
| 刊行年 | 作品名                                                                      | 邦題                                                                       | 備考                                                                    |
| ------ | --------------------------------------------------------------------------- | -------------------------------------------------------------------------- | ----------------------------------------------------------------------- |
| 1968年 | « Les morfalous »                                                           | 大喰らい                                                                   | 1984年に映画化。                                                        |
| 1969年 | « Le Casse-route »                                                          | ※Casse-croute（軽食）をCasse-route（道路の破壊）に捩った駄洒落のタイトル。 |                                                                         |
| 1969年 | « La nuit des Auverpins »                                                   | 夜の仲買人                                                                 |                                                                         |
| 1970年 | « Les monte-en-l’air sont là! »                                             | 強盗はそこにいる!                                                          |                                                                         |
| 1970年 | « L’increvable »                                                            | 不死身の男                                                                 |                                                                         |
| 1971年 | « Deux pourris dans l’île »                                                 | 孤島で二人は腐り果て                                                       |                                                                         |
| 1971年 | « Les sauveurs suprêmes »                                                   | 最強の助っ人                                                               |                                                                         |
| 1974年 | « Les congelés »                                                            | 冷凍保存                                                                   |                                                                         |
| 1974年 | « Si jamais tu m’entubes…, »                                                | もし俺を裏切ったなら…                                                      |                                                                         |
| 1975年 | « L’or des fous »                                                           | 黄金狂                                                                     |                                                                         |
| 1976年 | « Le tourbillon »                                                           | 螺旋                                                                       |                                                                         |
| 1977年 | « L’orchestre d’acier »                                                     | 鉄のオーケストラ                                                           |                                                                         |
| 1977年 | « Des perles aux cochonnes »                                                | 豚に真珠                                                                   |                                                                         |
| 1980年 | « Aime le maudit »                                                          | 悪魔を愛せ                                                                 | フランス推理小説大賞受賞                                                |
| 1980年 | « L’épinglage »                                                             | 貴方を釘付け                                                               |                                                                         |
| 1981年 | « Femmes blafardes »                                                        | 『ウサギ料理は殺しの味』                                                   | 藤田宜永 訳 中央公論新社、中公文庫 後に東京創元社、創元推理文庫より復刊 |
| 1981年 | « Un assassin ça va, ça vient »                                             | 殺人者は行ったり来たり                                                     |                                                                         |
| 1981年 | « La câline inspirée »                                                      | 怠け者の天才                                                               |                                                                         |
| 1981年 | « Comment tuer son meilleur copain »                                        | 大親友を殺すには                                                           |                                                                         |
| 1982年 | « Bazar bizarre »                                                           | 奇妙なバザール                                                             |                                                                         |
| 1983年 | « La tenue léopard »                                                        | 豹柄の迷彩服                                                               |                                                                         |
| 1983年 | « Charenton non-stop »                                                      | シャラントンまでノン・ストップで                                           |                                                                         |
| 1984年 | « Les enfants du père Eddy »                                                | エディ神父の子供たち                                                       |                                                                         |
| 1984年 | « Ras le casque »                                                           | ヘルメットを脱ぐ                                                           |                                                                         |
| 1985年 | « L’affreux joujou »                                                        | ぶきみな玩具                                                               |                                                                         |
| 1985年 | « Carton blême »                                                            | 青白いカード                                                               |                                                                         |
| 1986年 | « La femme au cigare »                                                      | 葉巻を吸う婦人                                                             |                                                                         |
| 1989年 | « Des amis dans la police »                                                 | 警官の友達                                                                 |                                                                         |
| 1989年 | « Sombres soirées chez Mme Glauque »                                        | グローク夫人の陰鬱な夜                                                     |                                                                         |
| 1990年 | « Mystère en coup de vent »                                                 | 謎は風に乗って                                                             |                                                                         |
| 1995年 | « Les mal lunés »                                                           | 月に憑かれて                                                               |                                                                         |
| 1995年 | « Sous l’aile noire des rapaces »                                           | 禿鷹の黒い翼の下で                                                         |                                                                         |
| 1996年 | « Démago story »                                                            | デマゴーグの話                                                             |                                                                         |
| 1997年 | « Ferdinaud Céline »                                                        | フェルディノオ家のセリーヌ君                                               |                                                                         |
| 1999年 | « Le mystère de la Sombre Zone »                                            | 黒い陰の謎                                                                 |                                                                         |
| 2000年 | « De l’horrifique chez les tarés »                                          | 武器王カエサル・ルサエカの息子                                             |                                                                         |
| 2001年 | « Bon cauchemar les petits »                                                | 眠れ眠れ悪夢の中で                                                         |                                                                         |
| 2001年 | « Le crime du dernier métro »                                               | 終電車の犯罪                                                               |                                                                         |
| 2006年 | « La Course du hanneton dans une ville détruite » ou « La Corvée de soupe » | 廃墟を疾走するコガネムシの物語、あるいはスープ当番                         |                                                                         |

#### リュジュ・アンフェルマン・シリーズ（長編）
| 刊行年 | 作品名                                      | 邦題                                           | 備考                                  |
| ------ | ------------------------------------------- | ---------------------------------------------- | ------------------------------------- |
| 1971年 | « Luj Inferman’ et La Cloducque »           | 『リュジュ・アンフェルマンとラ・クロデュック』 | 小高美保 訳、論創社、論創海外ミステリ |
| 1972年 | « Les 401 coups de Luj Inferman’ »          |                                                |                                       |
| 1972年 | « Les 5 milliards de Luj Inferman’ »        |                                                |                                       |
| 1979年 | « Luj Inferman’ dans la jungle des villes » |                                                |                                       |
| 1979年 | « Pas d’ortolans pour La Cloducque »        |                                                |                                       |
| 1980年 | « Luj Inferman’ chez les poulets »          |                                                |                                       |
| 1982年 | « Luj Inferman’ ou Macadam clodo »          |                                                |                                       |

### 短篇集
| 刊行年 | 作品名                                  | 備考                          |
| ------ | --------------------------------------- | ----------------------------- |
| 1980年 | « L’unijambiste de la cote 284 »        | フランス推理小説大賞受賞      |
| 1980年 | « Reflets changeants sur mare de sang » | フランス推理小説大賞受賞      |
| 1983年 | « Folies d'infâmes »                    |                               |
| 1985年 | « Viande froide »                       |                               |
| 1985年 | « Look Funèbre »                        | 短編2作を収録したミニ短篇集。 |
| 1991年 | « Les ames sensibles »                  |                               |

### 短編（翻訳があるもの）
- 「さらば美しき顔よ」 Adieu, ma beaute!

高野優訳 「ミステリマガジン」(Hayakawa's Mystery Magazine)1985/ 9 No.353
※フランス推理小説大賞受賞の短篇集« L’unijambiste de la cote 284 »(1980)に収録。
- 「殺人生中継」 Situation: Critique

末継昌代訳 「ミステリマガジン」(Hayakawa's Mystery Magazine)2012/10 No.680
※短篇集« Folies d’infâmes »(1983)に収録。
- 「夜の殺人ツアー」 Homicide by Night

伊藤直子訳 「ミステリマガジン」(Hayakawa's Mystery Magazine)2004/ 7 No.581
※短篇集"Viande froide"(1985)およびミニ短篇集« Look Funèbre »(1985)に収録。1984年に短編映画化。

## 映画化
- 『大喰らい』Les morfalous (1984年、日本未公開、TV5MONDEで放映)

監督：アンリ・ヴェルヌイユ　脚本：ピエール・シニアック、ミシェル・オーディアール　音楽：ジョルジュ・ドルリュー
出演：ジャン＝ポール・ベルモンド、ミシェル・コンスタンタン、マリー・ラフォレ、ミシェル・クルトン、ジャック・ヴィルレ、マティアス・ハビッヒ
- « Homicide by Night » (1984年、日本未公開、短編映画)

監督・脚本：ジェラール・クラヴジック　出演：マド・モーラン、クロード・シャブロル
- « Monsieur Cauchemar » (2015年、日本未公開)

監督・脚本：ジャン＝ピエール・モッキー　音楽：ヴラディミール・コスマ　出演：ジャン＝ピエール・モッキー、マルタン・ダカン